# 高爐

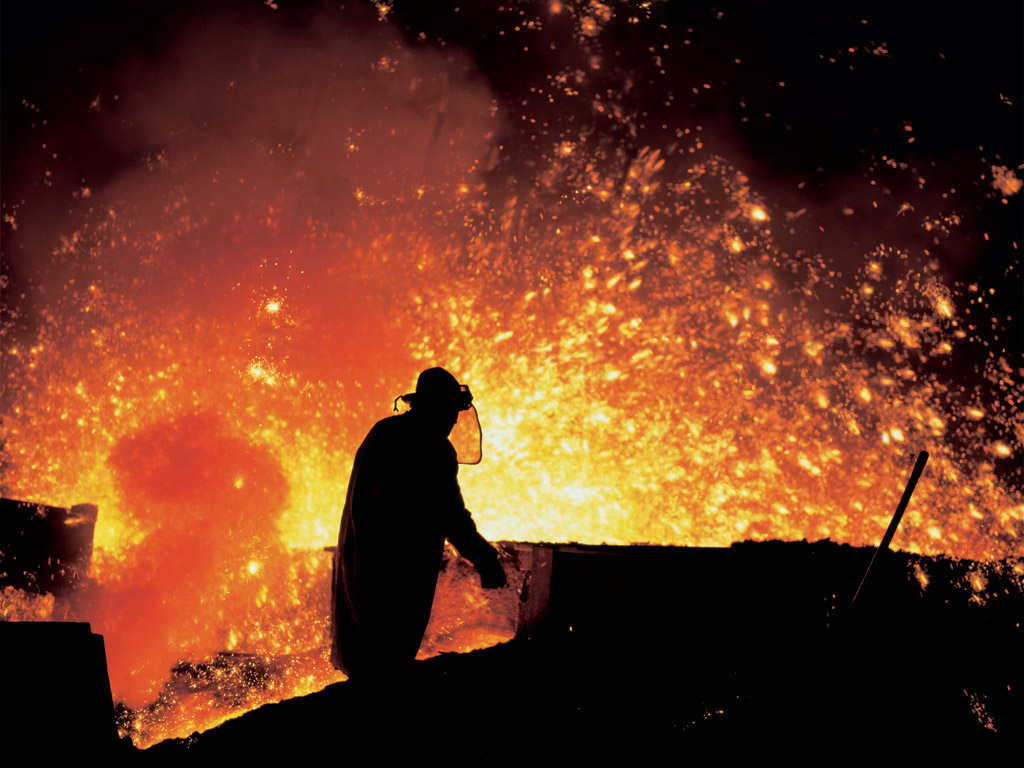
高爐上方口的熔融鐵

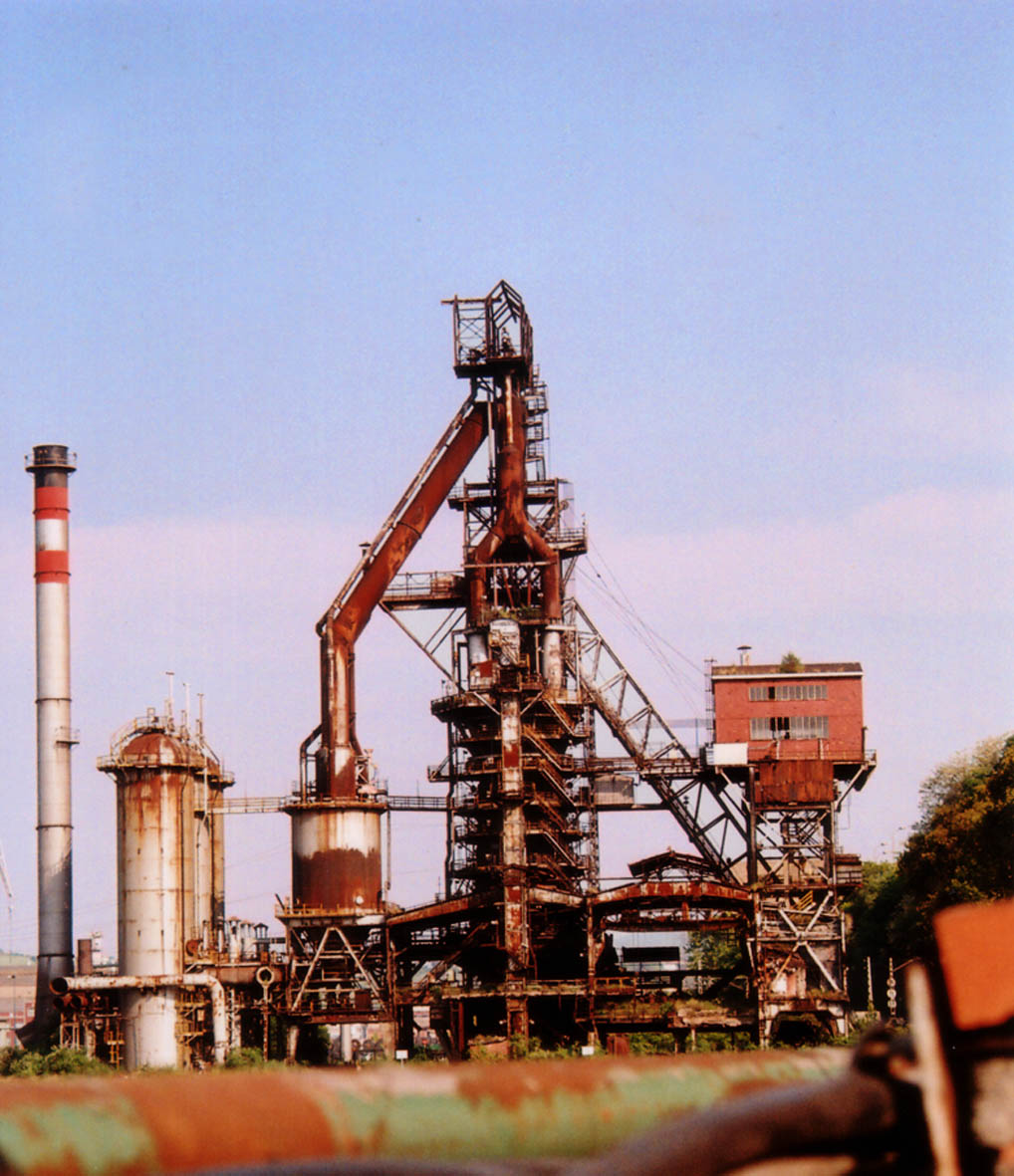
高爐外觀，从左至右依次为烟囱、两座热风炉、高炉、进料的斜式皮带输送机

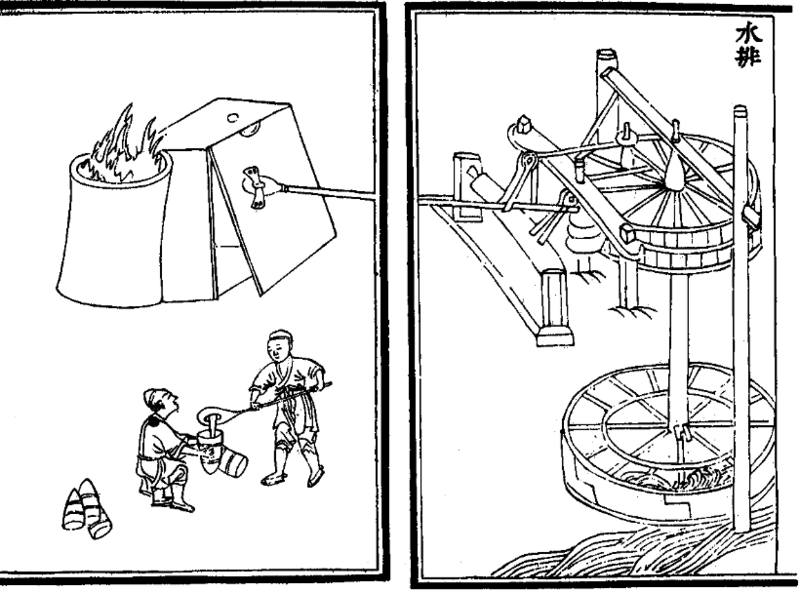
1313年的中國高爐繪畫

高爐是煉鐵的一種設施，也是目前最具有規模經濟的煉鐵法。

## 歷史
目前所知最古老高爐是中國西漢時代（西元前1世紀）熔炉,目前沒有考古證據證明。在紀元前5世紀中國文物中就發現鑄鐵出土可見該時代熔炼已經實用化。初期熔炉内壁是用粘土蓋的，用來提煉含磷鐵礦。西方最早的熔炉則是於瑞典1150年到1350年間出現。
使用石炭的近代高爐出現於1709年。由於歐洲當時森林多用途砍伐導致木炭產量減少、被迫開發使用石炭的煉鐵法導致新技術出現，大幅增加煉鐵效率。
日本第一個現代高爐是岩手縣釜石市大橋高爐。由大島高任設計，安政4年（1857年）11月26日點火，12月1日第一批鐵產出。這天也定為日本打鐵業紀念日。大橋高爐的遺跡於2015年獲登錄為世界遺產。
由于高炉炼铁是不间断连续生产作业，大批大量生产铁水可直接铸造生铁，所以有稳定、大量的社会需求是高炉生产的前提。在钢铁行业不景气的时期，如2008年底至2009年上半年，维持高炉生产即便相当于“每天把一辆奥迪开到海裡”，也不能轻易停炉，因为那将导致几千万元的更大损失。

## 高爐生產法
高炉冶炼是把铁矿石还原成生铁的连续生产过程。铁矿石、焦炭和熔剂等固体原料按规定配料比由炉顶装料装置分批送入高炉，并使炉喉料面保持一定的高度。焦炭和矿石在炉内形成交替分层结构。矿石料在下降过程中逐步被还原、熔化成铁和渣，聚集在炉缸中，定期从铁口、渣口放出。 
鼓风机送出的冷空气在热风炉加热到800～1350℃以后，经风口连续而稳定地进入炉缸，热风使风口前的焦炭燃烧，产生2000℃以上的炽热还原性煤气。上升的高温煤气流加热铁矿石和熔剂，使成为液态；并使铁矿石完成一系列物理化学变化，煤气流则逐渐冷却。下降料柱与上升煤气流之间进行剧烈的传热、传质和传动量的过程。 
下降炉料中的毛细水分当受热到100～200℃即蒸发，褐铁矿和某些脉石中的结晶水要到500～800℃才分解蒸发。主要的熔剂石灰石和白云石，以及其他碳酸盐和硫酸盐，也在炉中受热分解。石灰石中CaCO3和白云石中MgCO3的分解温度分别为900～1000℃和740～900℃。铁矿石在高炉中于400℃或稍低温度下开始还原。部分氧化铁是在下部高温区先熔于炉渣，然后再从渣中还原出铁。
石炭在高炉中不熔化，只是到风口前才燃烧气化，少部分焦炭在还原氧化物时气化成CO。而矿石在部分还原并升温到1000～1100℃时就开始软化；到1350～1400℃时完全熔化；超过1400℃就滴落。焦炭和矿石在下降过程中，一直保持交替分层的结构。由于高炉中的逆流热交换，形成了温度分布不同的几个区域：
1区是矿石与焦炭分层的干区，称块状带，没有液体；
2区为由软熔层和石炭夹层组成的软熔带，矿石开始软化到完全熔化；
3区是液态渣、铁的滴落带，带内只有石炭仍是固体；
4风口前有一个袋形的石炭回旋区，在这里，焦炭强烈地回旋和燃烧，是炉内热量和气体还原剂的主要产生地。

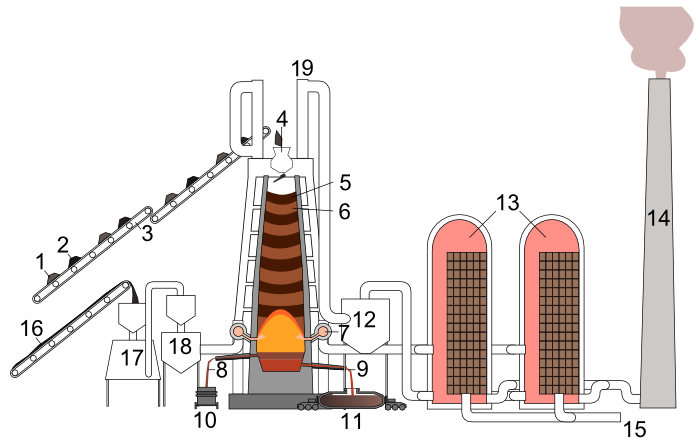
1.燒結礦、石灰石2.石炭3.輸送帶4.投入口5.燒結礦、礦石、石灰石6.石炭7.熱風管8.礦渣9.溶銑10.礦渣車11.混洗車12.氣體分離器13.熱風爐14.煙囪15.冷風16.微粉炭17.粉碎機18.分配器

### 反應過程
炭的燃燒產生一氧化碳、二氧化碳。
{\displaystyle {\rm {2C+O_{2}\longrightarrow 2CO}}}
{\displaystyle {\rm {C+O_{2}\longrightarrow CO_{2}}}}
{\displaystyle {\rm {CO_{2}+C\ {\overrightarrow {\longleftarrow }}\ 2CO}}}
一氧化碳和鐵矿石產生氧化還原反應公式。
{\displaystyle {\rm {Fe_{2}O_{3}+3CO\longrightarrow 2Fe+3CO_{2}}}}

實際上還原反應又細分以下三階段。
{\displaystyle {\rm {Fe_{2}O_{3}\longrightarrow Fe_{3}O_{4}\longrightarrow FeO\longrightarrow Fe}}}

反應過程溫度以T表示
320℃ < T < 620℃
{\displaystyle {\rm {3Fe_{2}O_{3}+CO\longrightarrow 2Fe_{3}O_{4}+CO_{2}}}}
620℃ < T < 950℃
{\displaystyle {\rm {Fe_{3}O_{4}+CO\longrightarrow 3FeO+CO_{2}}}}
950℃ < T
{\displaystyle {\rm {FeO+CO\longrightarrow Fe+CO_{2}}}}

### 雜質除去
原礦普遍含有雜質SiO2。通常會加入灰石（主成分CaCO3）作為氧化劑，而不是石灰（CaO）產生粘性反應去除雜質產生礦渣偏矽酸鈣（CaSiO3）。
{\displaystyle {\rm {SiO_{2}+CaCO_{3}\longrightarrow CaSiO_{3}+CO_{2}}}}
子反應。
{\displaystyle {\rm {CaCO_{3}\longrightarrow CaO+CO_{2}}}}
{\displaystyle {\rm {CaO+SiO_{2}\longrightarrow CaSiO_{3}}}}

### 闷炉
高炉和炼焦炉一样，一旦点火后就不能轻易停止运行，否则会使得炉体受到严重损伤。在经济不理想的情况下，企业压缩生产，但又不得停火，所以只能降低炉温，使得炉子处于保温状态，延长产品出炉的时间，减少营运成本。这种行为行内称为闷炉。

## 各地區現況

### 中国大陸

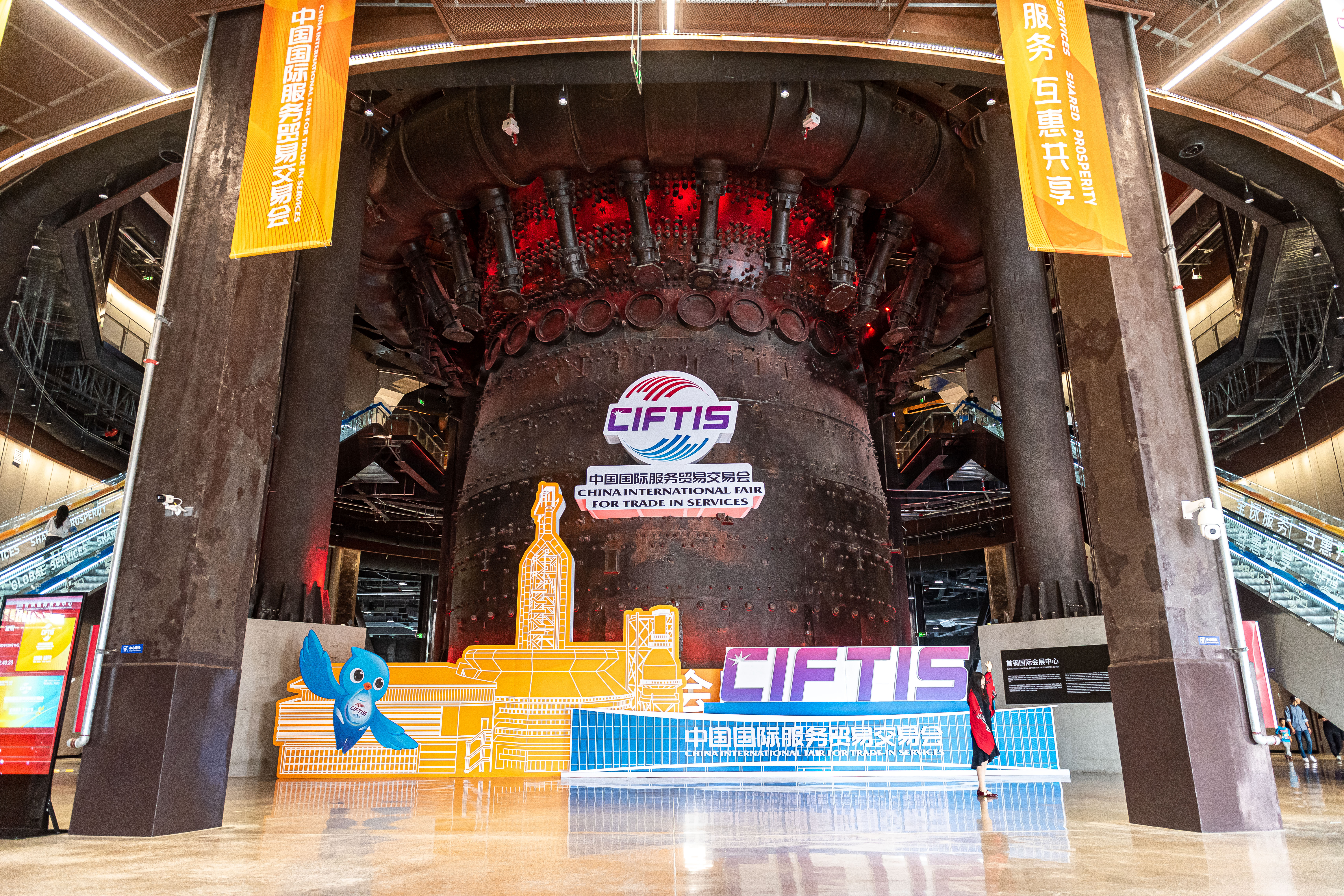
首钢石景山厂区4号高炉于2008年1月停产，2024年被改造为会议中心时保留了原有的炉芯

中国有高炉的钢厂有首钢、包钢、宝钢、鞍钢等，其中宝钢高炉是4063立方米，日产生铁超过10000吨，炉渣4000多吨，日耗焦4000多吨。
首钢石景山厂区停产后，四座旧高炉留作他用。

### 日本

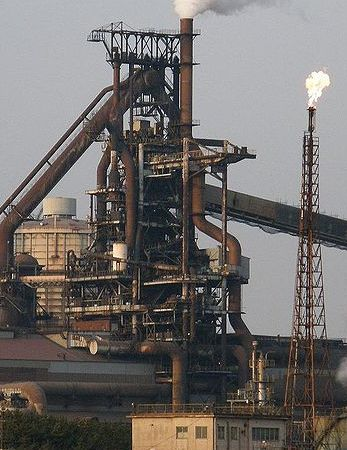
位於兵庫縣加古川市的神戶製鋼高爐

日本有高爐的煉鋼廠：
- 日本製鐵：7座（室蘭、君津（日语：日本製鉄東日本製鉄所君津地区）、鹿島、名古屋、和歌山、八幡、大分）
- JFE：4座（京濱、千葉、倉敷、福山）
- 神戶製鋼所：2座（神戶、加古川）
- 日新製鋼：1座（吳）

合計14座機組

### 臺灣
台灣最早的高爐始自十大建設時期中國鋼鐵公司自美國引進技術安裝後，此後30年來完全獨佔台灣高爐煉鋼產能，直到2006年中龍鋼鐵跟進建設新高爐後才算是打破此局面，但中龍鋼鐵仍屬中國鋼鐵公司旗下100%持股之子公司，故中鋼集團目前仍算獨佔台灣高爐煉鋼產能；隨後雖有其他廠商希望跟進，但是在環保意識逐漸高漲下，高爐產生的大量二氧化碳使得中華民國政府受到環境保護團體壓力，目前在台幾乎已不可能再加入其他的高爐廠。
- 中國鋼鐵：4座（高雄）
- 中龍鋼鐵：2座（臺中）

### 越南
- 台塑河靜鋼鐵：台塑集團與中鋼及JFE合資，於河靜省建設2座高爐，一號高爐原預計於2016年6月25日點火，因官方審批作業未完成而延後[1]，直到2017年5月29日點火、30日產出第一批鐵水[2]。

### 美国
- 美国米塔尔钢铁公司（Mittal Steel USA）原铁2005年年产量2千万吨
- 美国钢铁公司 原铁2005年年产量2.12千万吨
- AK钢铁集团 （AK Steel Group）铁制品2005年年产量640万吨
- 纽柯公司 （Nucor Corporation）售出2006年2千2百11.8万吨，2006年净销售额147.513亿美元[3]